# جیووانی کاپیلو
جیووانی کاپیلو (انگلیسی: Giovanni Cappiello؛ زادهٔ ۲۶ مارس ۱۹۹۷) بازیکن فوتبال اهل ایتالیا است.
از باشگاه‌هایی که در آن بازی کرده‌است می‌توان به باشگاه فوتبال سالرنیتانا اشاره کرد.